# Tiralíneas
El tiralíneas es un instrumento de dibujo, de época, utilizado para trazar líneas con tinta u otros líquidos de dibujo, fue utilizado en delineación y en dibujo lineal preferiblemente, y fue sustituido posteriormente por el rapidógrafo.
El tiralíneas permite el trazado de líneas de distinta anchura mediante el tornillo de ajuste incorporado, pudiendo utilizarse sosteniéndolo con la mano a modo de pluma, sobre una regla para el trazado de rectas o en un compás, para el trazado de circunferencias o arcos de circunferencia.